# Athyrma pratti
Athyrma pratti là một loài bướm đêm trong họ Erebidae.